# ワスパダ級ミサイル艇
ワスパダ級ミサイル艇（英語: Waspada Class Fast Attack Craft）は、ブルネイ王国海軍のミサイル艇の艦級。イギリスのヴォスパー・ソーニクロフト系列であるヴォスパー・シンガポール社に発注され、1970年代後半に3隻が建造された。2023年時点でブルネイ王国海軍からは退役しており、再就役先のインドネシア海軍で2隻が就役中である。

## 概要
ヴォスパー・ソーニクロフト社の121フィート（37メートル）型高速艇をベースに設計されたミサイル艇であり、初期のブルネイ海軍の主力として運用された。
鋼製の船体と軽合金製の上部構造物を持ち、武装は艦首に30mm連装機関砲、艦尾にエグゾセMM38艦対艦ミサイルの単装発射筒2基を装備している。一番艦「ワスパダ」のみ、操舵室の上部後方に練習用艦橋が設けられている。
2011年、「ワスパダ」と「ペジュアン」が、哨戒艇および訓練艇としてブルネイからインドネシアへの供与が発表された。

## 同型艦
| 番号 | 艦名                   | 建造所                     | 進水           | 就役           | 退役           | 再就役先     | 艦名(番号)                   | 再就役         |
| ---- | ---------------------- | -------------------------- | -------------- | -------------- | -------------- | ------------ | ---------------------------- | -------------- |
| P-02 | ワスパダ KDB Waspada   | ヴォスパー・ソーニクロフト | 1977年         | 1978年 10月3日 | 2011年 4月15日 | インドネシア | サラワク KRI Salawaku（842） | 2011年 4月15日 |
| P-03 | ペジュアン KDB Pejuang | ヴォスパー・ソーニクロフト | 1978年 3月15日 | 1979年 3月25日 | 2011年 4月15日 | インドネシア | バダウ KRI Badau（841）      | 2011年 4月15日 |
| P-04 | セテリア KDB Seteria   | ヴォスパー・ソーニクロフト | 1978年 3月15日 | 1979年 3月25日 |                |              |                              |                |